# Rio Gârbea
O Rio Gârbea é um rio da Romênia, afluente do Trotuş, localizado no distrito de Harghita.